# Eugeissona
Eugeissona é um género botânico pertencente à família Arecaceae.